# Flexibel mechanisme
Flexibele mechanismen of compliant mechanismen  (uit het Engels "compliant mechanism") of scharnieren met elastische verbindingen, soms ook wel flexibele geleidingen of elastische scharniergeleidingen genoemd, zijn constructie-elementen van uiteenlopende complexiteit die voornamelijk een kinematische functie vervullen door gebruik te maken van het fysieke principe van materiaaleleasticiteit.

## Classificatie
De classificatie van de elementen kan worden ingedeeld naar toenemende complexiteit:
1. Elementaire flexibele scharnieren: deze categorie bestaat uit de eenvoudigste flexibele elementen, zoals torsiestaven, balken en membranen.
2. Flexibele geleidingen: deze categorie bevat combinaties van elementaire scharnieren en stijve segmenten die met elkaar verbonden zijn. Voorbeelden zijn kruisveren en cirkelvormige halsen.
3. Structuren met flexibele geleidingen of flexibele structuren: deze categorie omvat structuren die bestaan uit een combinatie van flexibele geleidingen en stijve segmenten.

## Voor- en nadelen
De belangrijkste voordelen zijn:
- Deze scharnieren zijn eenvoudig te monteren.
- Ze vertonen geen slijtage of deeltjesvorming, doordat er geen sprake is van droge wrijving.
- Het zijn spelingvrije mechanismen.
- De levensduur is afhankelijk van vermoeidheidsverschijnselen, die voorspelbaar zijn.
- Het is mogelijk om meerdere onderdelen die door scharnieren zijn verbonden uit één stuk basismateriaal te ontwerpen; dit wordt vaak monolithisch ontwerp genoemd.
- Het is eenvoudig om bewegings- of krachtversterkers te integreren.
- De bewegingen zijn vloeiend en continu, zelfs tot op nanometerschaal.

De belangrijkste beperkingen of nadelen zijn:
- De verkregen bewegingen zijn zelden kinematisch zuiver.
- De toegestane verplaatsingen zijn beperkt.
- De stijfheden in de bewegingsrichtingen vereisen dat er continu krachten worden uitgeoefend om een excentrische positie te handhaven.